# 達尼利欽庫特
49°48′8″N 35°38′41″E / 49.80222°N 35.64472°E
達尼利欽-庫特（烏克蘭語：Данильчин Кут）是位於烏克蘭東部的村莊，由哈爾科夫州博霍杜希夫區的瓦爾基市鎮負責管轄。該村始建於1804年，面積3.8平方公里，海拔高度183米，2001年人口50，人口密度每平方公里13.3人。